# Critérium Internacional de 2016
A 85.ª edição da competição ciclista Critérium Internacional celebrou-se na França entre a 26 e a 28 de março de 2016.
A prova fez parte do UCI Europe Tour de 2016 dentro da categoria 2.hc (máxima categoria destes circuitos).
A carreira foi vencida pelo corredor francês Thibaut Pinot da equipa FDJ, em segundo lugar Pierre Latour (AG2R La Mondiale) e em terceiro lugar Sam Oomen (Team Giant-Alpecin).
Durante a sua disputa faleceu o ciclista Daan Myngheer devido a um infarte.

## Equipas participantes
Tomaram parte na carreira 16 equipas: 5 de categoria UCI ProTeam; 8 de categoria Profissional Continental; e os 3 franceses de categoria Continental. Formando assim um pelotão de 118 ciclistas dos que acabaram 61. As equipas participantes foram:
| Equipa                       | Cód. UCI | Categoria                |
| ---------------------------- | -------- | ------------------------ |
| AG2R La Mondiale             | ALM      | UCI ProTeam              |
| FDJ                          | FDJ      | UCI ProTeam              |
| Fortuneo-Vital Concept       | FVC      | Profissional Continental |
| Bora-Argon 18                | BOA      | Profissional Continental |
| Cannondale                   | CAN      | UCI ProTeam              |
| IAM Cycling                  | IAM      | UCI ProTeam              |
| Cofidis, Solutions Crédits   | COF      | Profissional Continental |
| Team Giant-Alpecin           | TGA      | UCI ProTeam              |
| Stölting Service Group       | SSG      | Profissional Continental |
| Direct Énergie               | DÊEM     | Profissional Continental |
| Delko Marseille Provence KTM | DMP      | Profissional Continental |
| Team Roth                    | ROT      | Profissional Continental |
| ONE Pro Cycling              | ONE      | Profissional Continental |
| HP BTP-Auber93               | AUB      | Continental              |
| Roubaix-Lille Métropole      | RLM      | Continental              |
| Armée de terre               | ART      | Continental              |

## Etapas
O Critérium Internacional dispôs de três etapas para um percurso total de 296 quilómetros.
| Etapa | Data    | Percurso                          | type                      | Distância (km) | Vencedor      | Líder geral   |
| ----- | ------- | --------------------------------- | ------------------------- | -------------- | ------------- | ------------- |
| 1     | 26 mar. | Porto-Vecchio – Porto-Vecchio     | etapa plana               | 90,5           | Sam Bennett   | Sam Bennett   |
| 2     | 26 mar. | Porto-Vecchio – Porto-Vecchio     | contrarrelógio individual | 7              | Thibaut Pinot | Thibaut Pinot |
| 3     | 27 mar. | Porto-Vecchio – Col de l'Ospedale | média montanha            | 171,5          | Thibaut Pinot | Thibaut Pinot |

## Classificações finais
- As classificações finalizaram da seguinte forma:[6]

### Classificação geral
| Posição | Ciclista          | Equipa                     | Tempo           |
| ------- | ----------------- | -------------------------- | --------------- |
|         | Thibaut Pinot     | FDJ                        | 6 h 46 min 34 s |
| 2.º     | Pierre Latour     | AG2R La Mondiale           | a 37 seg.       |
| 3.º     | Sam Oomen         | Team Giant-Alpecin         | a 46 seg.       |
| 4.º     | Arnold Jeannesson | Cofidis, Solutions Crédits | a 48 seg.       |
| 5.º     | Alexis Vuillermoz | AG2R La Mondiale           | a 1 min 02 seg. |
| 6.º     | Lawson Craddock   | Cannondale                 | a 1 min 06 seg. |
| 7.º     | Dominik Nerz      | Bora-Argon 18              | a 1 min 47 seg. |
| 8.º     | Romain Sicard     | Direct Énergie             | a 1 min 54 seg. |
| 9.º     | Alexandre Geniez  | FDJ                        | a 2 min 05 seg. |
| 10.º    | Davide Villella   | Cannondale                 | a 2 min 13 seg. |

### Classificação por pontos
| Posição | Ciclista      | Equipa             | Pontos |
| ------- | ------------- | ------------------ | ------ |
|         | Thibaut Pinot | FDJ                | 30 pts |
| 2.º     | Pierre Latour | AG2R La Mondiale   | 13 pts |
| 3.º     | Sam Oomen     | Team Giant-Alpecin | 12 pts |

### Classificação da montanha
| Posição | Ciclista         | Equipa                       | Pontos |
| ------- | ---------------- | ---------------------------- | ------ |
|         | Rémy Di Gregorio | Delko Marseille Provence KTM | 24 pts |
| 2       | Thomas Voeckler  | Direct Énergie               | 12 pts |
| 3.º     | Quentin Pacher   | Delko Marseille Provence KTM | 10 pts |

### Classificação dos jovens
| Posição | Ciclista        | Equipa             | Pontos          |
| ------- | --------------- | ------------------ | --------------- |
|         | Pierre Latour   | AG2R La Mondiale   | 6 h 47 min 11 s |
| 2.º     | Sam Oomen       | Team Giant-Alpecin | a 9 seg.        |
| 3.º     | Lawson Craddock | Cannondale         | a 29 seg.       |

### Classificação por equipas
| Posição | Equipa                      | Tempo           |
| ------- | --------------------------- | --------------- |
|         | FDJ                         | 20 h 25 min 7 s |
| 2.º     | Cannondale Pro Cycling Team | a 27 seg.       |
| 3.º     | AG2R La Mondiale            | a 24 seg.       |

## Evolução das classificações
| Etapa (Vencedor)                | Classificação geral | Classificação da montanha | Classificação por pontos | Classificação dos jovens | Classificação por equipas |
| ------------------------------- | ------------------- | ------------------------- | ------------------------ | ------------------------ | ------------------------- |
| 1.ª etapa (Sam Bennett)         | Sam Bennett         | Jeremy Leveau             | Sam Bennett              | Rudy Barbier             | Stölting Service Group    |
| 2.ª etapa (CRI) (Thibaut Pinot) | Thibaut Pinot       | Jeremy Leveau             | Thibaut Pinot            | Sam Oomen                | FDJ                       |
| 3.ª etapa (Thibaut Pinot)       | Thibaut Pinot       | Rémy Di Gregorio          | Thibaut Pinot            | Pierre-Roger Latour      | FDJ                       |
| Final                           | Thibaut Pinot       | Rémy Di Gregorio          | Thibaut Pinot            | Pierre-Roger Latour      | FDJ                       |

## UCI Europe Tour
O Critérium Internacional outorga pontos para o UCI Europe Tour de 2016, somente para corredores de equipas Profissional Continental e Equipas Continentais. A seguinte tabela corresponde ao barómetro de pontuação:
| Posição   | 1.º | 2.º | 3.º | 4.º | 5.º | 6.º | 7.º | 8.º | 9.º | 10.º | 11.º | 12.º | 13.º | 14.º | 15.º | 16.º-30.º | 31.º-40.º |
| Pontuação | 200 | 150 | 125 | 100 | 85  | 70  | 60  | 50  | 40  | 35   | 30   | 25   | 20   | 15   | 10   | 5         | 3         |

| Posição | Ciclista          | Equipa             | Pontos |
| ------- | ----------------- | ------------------ | ------ |
| 1.º     | Thibaut Pinot     | FDJ                | -      |
| 2.º     | Pierre Latour     | AG2R La Mondiale   | -      |
| 3.º     | Sam Oomen         | Team Giant-Alpecin | -      |
| 4.º     | Arnold Jeannesson |                    | 100    |
| 5.º     | Alexis Vuillermoz | AG2R La Mondiale   | -      |
| 6.º     | Lawson Craddock   | Cannondale         | -      |
| 7.º     | Dominik Nerz      | Bora-Argon 18      | 60     |
| 8.º     | Romain Sicard     | Direct Énergie     | 50     |
| 9.º     | Alexandre Geniez  | FDJ                | -      |
| 10.º    | Davide Villella   | Cannondale         | -      |

Ademais, também outorgou pontos para o UCI World Ranking (classificação global de todas as carreiras internacionais).
| Posição             | 1.º | 2.º | 3.º | 4.º | 5.º | 6.º | 7.º | 8.º | 9.º | 10.º |
| Classificação geral | 200 | 150 | 125 | 100 | 85  | 70  | 60  | 50  | 40  | 35   |
| Por etapa           | 20  | 10  | 5   |     |     |     |     |     |     |      |
| Líder               | 5   |     |     |     |     |     |     |     |     |      |

| Posição | Ciclista          | Equipa             | Geral | Etapa | Líder | Total |
| ------- | ----------------- | ------------------ | ----- | ----- | ----- | ----- |
| 1.º     | Thibaut Pinot     | FDJ                | 200   | 40    | 10    | 250   |
| 2.º     | Pierre Latour     | AG2R La Mondiale   | 150   | 10    | -     | 160   |
| 3.º     | Sam Oomen         | Team Giant-Alpecin | 125   | -     | -     | 125   |
| 4.º     | Arnold Jeannesson |                    | 100   | 5     | -     | 105   |
| 5.º     | Alexis Vuillermoz | AG2R La Mondiale   | 85    | -     | -     | 85    |
| 6.º     | Lawson Craddock   | Cannondale         | 70    | -     | -     | 70    |
| 7.º     | Dominik Nerz      | Bora-Argon 18      | 60    | -     | -     | 60    |
| 8.º     | Romain Sicard     | Direct Énergie     | 50    | -     | -     | 50    |
| 9.º     | Alexandre Geniez  | FDJ                | 40    | 5     | -     | 45    |
| 10.º    | Davide Villella   | Cannondale         | 35    | -     | -     | 35    |